# Сибирский вьюрок
Сиби́рский вьюро́к, или сиби́рский го́рный вьюро́к (лат. Leucosticte arctoa) — певчая птица из семейства вьюрковых.

## Описание
Длина тела взрослых сибирских вьюрков составляет 16—18 см. Присутствует половой диморфизм. Самки окрашены несколько бледнее самцов. Кроме того, на отдельных частях тела у них отсутствует розовая окраска.
Самцы в зависимости от соответствующего подвида имеют либо коричневую, либо серую окраску. Оперение брюха розового цвета. Часть крыла, гузка и надхвостье также имеют розовый оттенок. Несколько подвидов имеют розовое оперение на затылке. У отдельных подвидов он светло-серый или черноватый. Крепкий клюв рогового цвета. Глаза коричневые.

## Распространение
Область распространения сибирского вьюрка простирается от Алтая до сибирской Камчатки. Кроме того, вид обитает на островах Берингова моря, в горах на Аляске и на западе Канады, а также на западе Северной Америки до Калифорнии и Нью-Мехико. Вид представлен 13-ю различными подвидами в Азии, а также в Северной Америке. Он предпочитает такие высокие местоположения, где имеется скудная древесная растительность.